# 夏川椎菜
夏川 椎菜（なつかわ しいな、1996年7月18日 - ）は、日本の女性声優、歌手。千葉県出身。ミュージックレイン所属。声優ユニット「TrySail」のメンバー。
主な出演作に『ハイスクール・フリート』（岬明乃）、『アイドルマスター ミリオンライブ!』（望月杏奈）、『マギアレコード 魔法少女まどか☆マギカ外伝』（由比鶴乃）、『IDOLY PRIDE』（奥山すみれ）などがある。

## 来歴
小学5年生の時、『プリキュアシリーズ』をきっかけに声優を志す。当時所属していた映画クラブでのクラブ内オーディションにも刺激を受け、しっかりとしたオーディションを受けようとしたが、小学生から受けられる声優オーディションはなかったという。中学時代には演劇部に所属していた。
2011年、第2回ミュージックレインスーパー声優オーディションに、麻倉もも・雨宮天と共に合格し、2012年に声優としてデビュー。事務所のオーディションは母親が偶然見つけたという。
2014年、テレビアニメ『天体のメソッド』で古宮乃々香を演じ、初主演を務めた。
2014年12月21日、麻倉もも・雨宮天とともに声優アーティストユニット「TrySail」の結成を発表。
2017年4月5日、ミュージックレインから「グレープフルーツムーン」をリリースし、ソロアーティストデビュー。
2017年8月30日、2ndシングル「フワリ、コロリ、カラン、コロン」をリリース。TVアニメ『プリプリちぃちゃん!!』の第2クールエンディングテーマに採用され、初めてのTVアニメタイアップ曲となった。
2018年12月7日、短編小説「たった3日で恋ですか」で小説家デビュー。恋愛小説アンソロジー『最低な出会い、最高の恋』に収録された。
2019年4月17日、1stアルバム『ログライン』をリリース。初めて自身で作詞した「ステテクレバー」「チアミーチアユー」「ファーストプロット」が収録された。
2019年9月25日、1st EP『Ep01』をリリース。
2019年9月25日より、初のソロライブイベント「LAWSON presents 夏川椎菜 1st Live Tour 2019 プロットポイント」（全4会場・5公演）を開催。
2019年10月6日、初の単独執筆となる連作短編小説『ぬけがら』を刊行。同名のセルフプロデュース写真集『ぬけがら』の世界観がモチーフとされており、音声付き特別版には、本人による朗読音声も収録された。
2020年4月17日、YouTubeチャンネル「417Pちゃんねる」を開設。自身でコンテンツの企画・制作を行い、毎週月曜日に定期更新された。
2020年12月19日より、新型コロナウイルス感染拡大の影響による制約の下、Zeppライブツアー「LAWSON presents 夏川椎菜 Zepp Live Tour 2020-2021 Pre-2nd」（全6会場・11公演）を開催。2度の開催延期を経ながら、2021年7月29日、Zepp DiverCity公演をもって完走した。
2021年4月17日、「LAWSON presents 令和3年度 417の日」にて、「417Pちゃんねる」を「夏川椎菜 Official YouTube Channel」に改称し、不定期更新とすることが発表された。
2022年10月6日より、舞台「オルレアンの少女-ジャンヌ・ダルク-」で初舞台出演・初主演を同時に果たした。

## 人物

### 人柄
幼少期は習い事を行ってもどれも並の下程度であり、自身よりうまい人がクラスに必ずいるため、それで悩んでどれも途中で辞めてしまったという。しかし、事務所のオーディションに合格してからは、自身に秀でたものがないという劣等感から解放されたと語っている。
愛称の「ナンス」は、名前がポケモンのソーナンスに似ていることから付けられたもの。ミュージックレインレッスン生時代に、同期の雨宮天と麻倉ももから「シーナンス」と名付けられた後、短縮されて「ナンス」となった。
自身について、「文章を書くことが好きだったり、0から1を作り出す、生み出すことがそもそも好き」と明かしている。声優やアーティストとしての楽曲制作だけでなく、YouTubeや小説執筆など幅広く創作活動する夏川に対して、同い年である伊藤美来は「本当に才能溢れていて、頭にあるものを実現する力や創作意欲があって、こんな同い年はいない」と評している。
ゲーム好きであることも公言しており、自身に影響を与えた作品として「牧場物語」や「龍が如く」シリーズを挙げている。また、ファミ通.comでゲームブログ「夏川椎菜のGAMEISCOOL!」の執筆やゲーム実況配信を行なっている。
「溺愛している」と公言する3歳下と8歳下の妹がおり、姉妹3人で同居している。
他にペットとして犬が1匹と、猫が2匹いる。
豊田萌絵の27歳の誕生日を祝うWeb番組で行われた「第1回豊田萌絵の妹オーディション」にてグランプリを受賞し、「豊田萌絵の妹」の公認を受けた。
2018年以来、毎年4月17日には「（開催年の元号）〇年度 417の日」を冠するイベントが本人の出身地である千葉県内のホールで開催されることが恒例となっている。元々はデビューシングルのリリースイベント扱いだったが、夏川の強い要望により開催が継続されている。
大のサイゼリヤ好きであり、パーソナリティを務めたラジオ番組『CultureZ』において「ミラノ風ドリア」がデザインされたコラボパーカーを着てサイゼリヤへの愛を語ったことがある。
趣味は小物収集、ジグソーパズル、裁縫。好きな動物はパンダ。

### 声優として
「アニメが好きで声優をやりたい」という気持ちでデビューし、当初は「ヒロインになりたい」「強いキャラクターになりたい」と思っていた。しかし、声優としての経験を経て、「お芝居が好きだから声優をやりたい」、「お芝居をみんなに観てほしい」という思いに変化した。
ソロアーティスト活動が好影響を与えたこととして、自分が好きなものや表現したいものが見えたこと、万人受けするものだけでなく、いろいろなところに正解があり、可能性がある世界を見て、そういう世界を好きだと思えたことを挙げており、芝居についても「正解を決めずに演じたい」としている。また、付け焼き刃で無理をするのではなく、自分がコントロールできる範囲内で表現をすることや、一方でその範囲を広げるために勉強し、自分の中で確信を持って表現できるようになろうとするスタンスが取れるようになったとしている。

### ソロアーティストとして
ソロアーティストデビュー当初は、TrySailとして歌うことで精一杯で、自信が持てない中でのソロデビューだった。ソロデビューの話を聞いたときは1、2週間本気で悩んだが、音楽プロデューサーの菅原拓や、ソロデビュー曲を作曲をしたクラムボンのミトなど、周囲から期待されていることをスタッフづてに聞かされ、ファンのためにも決意した。
自信を持てたきっかけとして、「パレイド」をTrySailのライブで初披露した経験を挙げている。「絶対にみんな好きなはずだ」と自信を持って披露した曲がファンから好評で、自分の認識が間違っていないという自信に繋がった。また、決められた振り付けではなく、自由にした動きをファンやスタッフから褒められたことも、自分の感性が間違っていないという意味で、目指すべき指針が見えたポイントだったとしている。
「パレイド」以降のターニングポイントとしては、曲の制作過程を知ったことや、自身で作詞を始めたことを挙げており、作詞については、曲の世界観や物語、伝えたいメッセージの正解が自分の中にあるので、確信を持ってパフォーマンスができることが大きいとしている。
自身の歌の魅力は、感情を訴えかけるところにあり、「何か心がザワザワするとか、その人の心のトゲトゲした部分にボディーブローを入れるみたいな歌」を届けたいとしている。

## 出演
太字はメインキャラクター。

### テレビアニメ
2012年
- となりの怪物くん（女生徒D）
- アイカツ!（2013年 - 2014年、平坂彩、黒澤ミチル、相馬紀理子）

2013年
- ジュエルペット ハッピネス（生徒）
- とある科学の超電磁砲S（女の子）
- 銀の匙 Silver Spoon（女子生徒A）
- 世界でいちばん強くなりたい!（観客）
- ガイストクラッシャー（2013年 - 2014年、放送の声）

2014年
- ウィッチクラフトワークス（宇津木環那）
- 一週間フレンズ。（山里）
- 精霊使いの剣舞（メイナス）
- 普通の女子校生が【ろこどる】やってみた。（寺ヶ崎あずき）
- 天体のメソッド（古宮乃々香）
- 四月は君の嘘（少女〈ぬいぐるみの子〉）

2015年
- アルドノア・ゼロ（レムリナ・ヴァース・エンヴァース） - 2025年に総集編『アルドノア・ゼロ（Re+）』劇場上映
- 電波教師（櫛名田萌美、女子高生、ユイ）
- プリパラ（2015年 - 2017年、みるく）
- Classroom☆Crisis（上永谷アキ）
- WORKING!!!（美月の同僚）
- モンスター娘のいる日常（ポルト）
- FAIRY TAIL（2015年 - 2016年、セイバートゥースメンバー、少年）

2016年
- Dimension W（百合崎苺）
- ハイスクール・フリート（岬明乃）
- 文豪ストレイドッグス（2016年 - 2023年、銀） - 4シリーズ

2017年
- 亜人ちゃんは語りたい（日下部雪）
- Re:CREATORS（星河ひかゆ）
- プリプリちぃちゃん!!（コックちゃん）

2019年
- えんどろ〜!（セイラ〈エレノワール・セイラン〉）
- 星合の空（雨野菜美恵）

2020年
- マギアレコード 魔法少女まどか☆マギカ外伝（2020年 - 2022年、由比鶴乃） - 3シリーズ

2021年
- 文豪ストレイドッグス わん!（銀）
- IDOLY PRIDE（奥山すみれ）

2022年
- ヒロインたるもの!〜嫌われヒロインと内緒のお仕事〜（成海萌奈）

2023年
- アイドルマスター ミリオンライブ！（望月杏奈）

2024年
- 響け!ユーフォニアム3（釜屋すずめ）

### 劇場アニメ
- THE IDOLM@STER MOVIE 輝きの向こう側へ!（2014年、望月杏奈[65]）
- HELLO WORLD（2019年、女子生徒）
- 劇場版 ハイスクール・フリート（2020年、岬明乃[66]）
- HoneyWorks 10th Anniversary "LIP×LIP FILM×LIVE"（2020年、成海萌奈[67]）

### OVA
- 天体のメソッド（2015年、古宮乃々香） - Blu-ray第7巻映像特典
- モンスター娘のいる日常（2016年、ポルト）[68] - コミックス第11巻OAD付き特装版
- OVA ハイスクール・フリート（2017年、岬明乃）
- アルドノア・ゼロ EP24.5:雨の断章 -The Penultimate Truth-（2025年、レムリナ・ヴァース・エンヴァース[69]）

### Webアニメ
- 天体のメソッド 第17話（2019年、古宮乃々香）

### ゲーム
2013年
- アイドルマスター ミリオンライブ!（2013年 - 2017年、望月杏奈）

2014年
- フリーダムウォーズ（マリー・“アルマ”・ミラン〈パンナ〉）

2015年
- しんぐんデストロ〜イ!（望月杏奈）
- スクールファンファーレ（白本かりん）

2016年
- 嫁コレ（岬明乃）

2017年
- モン娘☆は〜れむ（日下部雪）
- アイドルマスター ミリオンライブ! シアターデイズ（2017年 - 2024年、望月杏奈）
- World of Warships（岬明乃）
- マギアレコード 魔法少女まどか☆マギカ外伝（2017年 - 2022年、由比鶴乃）
- あやかし百鬼夜行〜極〜（日下部雪）

2018年
- PROJECT AQUA（セシリア・ラ・ビット、タルール・クロチェット）
- デスティニーチャイルド（シトリー）

2019年
- トリニティセブン -夢幻図書館と第7の太陽-（服部リンゴ）
- ハイスクール・フリート 艦隊バトルでピンチ!（岬明乃）
- 東方キャノンボール（橙）
- Shadowverse（2019年 - 2023年、秘伝の抜刀者、森林の撃砕者、ペネトレイトランサー、リディア）

2020年
- ポケモンマスターズ / EX（2020年 - 2023年、ルチア）
- HoneyWorks Premium Live（mona）

2021年
- ルーンファクトリー5（ひな）
- IDOLY PRIDE（2021年 - 2023年、奥山すみれ）
- Re:ゼロから始める異世界生活 禁書と謎の精霊（コリーナ）
- アイドルマスター ポップリンクス（望月杏奈）
- 蒼焔の艦隊（岬明乃）

2022年
- ソードアート・オンライン アンリーシュ・ブレイディング（望月杏奈）
- ANONYMOUS;CODE（愛咲もも〈モモ〉）

2023年
- 爆裂！スイーツランド - PANIC IN SWEETS LAND -（ライム）

2025年
- 魔法少女まどか☆マギカ Magia Exedra（由比鶴乃）
- 龍の国 ルーンファクトリー（ひな）

### ドラマCD
2014年
- PERFECT IDOL THE MOVIE（望月杏奈）
- 普通の女子校生が【ろこどる】やってみた。『ろこどるサミットやってみた』（寺ケ崎あずき） - 単行本第3巻ドラマCD付き特装版

2015年
- アイドルマスター ミリオンライブ！ シリーズ（2015年 - 、望月杏奈〈三奈 / 杏奈〉）
- あにめたまえ！（時咲ゆいな、時咲あゆゆ）

2016年
- はいふり ミニドラマ「お料理でピンチ!」（岬明乃）

2018年
- マギアレコード 魔法少女まどか☆マギカ外伝 シリーズ（2018年 - 2019年、由比鶴乃） - 2作品

2019年
- えんどろ〜!（セイラ〈エレノワール・セイラン〉） - Blu-ray第1・3巻封入特典

2022年
- ヒロインたるもの!〜嫌われヒロインと内緒のお仕事〜 スペシャルサニーパーティー グッズ付きチケット特典ドラマCD（成海萌奈）

### 吹き替え

#### アニメ
- 卓球少女 -閃光のかなたへ-（2025年、ジャン・ルオイ[100]）

### 舞台
- オルレアンの少女-ジャンヌ・ダルク-（2022年10月6日 - 9日、シアタートラム / 10月15日・16日、COOL JAPAN PARK OSAKA TTホール、演出：深作健太、主演・ジャンヌ・ダルク 役）[101][102]
- 未婚の女（2023年10月18日 - 22日、銕仙会 能楽研修所、演出：深作健太、主演・ウルリケ 役）[103]
- ノラ‐あるいは、人形の家‐（2024年5月23日 - 26日、銕仙会 能楽研修所 / 6月1日 - 2日、水戸芸術館ACM劇場、演出：深作健太、主演・ノラ・ヘルメル 役[104]）

### 朗読劇
- 声の優れた俳優によるドラマリーディング
  - 日本文学名作選 第六弾「舞姫事件-鴎外輪舞曲-」（2018年4月14日、紀伊國屋サザンシアター TAKASHIMAYA） - エリスの母親、森鴎外の妹・キミコ、森鴎外の次女・アンヌ 役[105][106]
  - 日本文学名作選 第七弾「三つの愛と、殺人-芥川 太宰 安吾-」（2018年10月10日、紀伊國屋サザンシアター TAKASHIMAYA） - 夜長姫 役
  - 日本文学傑作選朗読劇「こゝろ」（2018年10月14日、興福寺中金堂前庭 特設舞台） - 奥さん 役[107]
  - 海外文学名作選 第一弾「ハムレット」（2019年1月31日・2月2日、紀伊國屋サザンシアター TAKASHIMAYA） - オフィーリア 役
  - 日本文学名作選 第九弾「こゝろ」（2019年4月30日、紀伊國屋サザンシアターTAKASHIMAYA） - 静 役
- Reading♡Stage「百合と薔薇」百合公演（2019年6月7日、品川プリンスホテル クラブeX）
- 朗読で描く海外名作シリーズ 音楽朗読劇「レ・ミゼラブル」（2019年8月6日、TOKYO FM HALL） - コゼット、ガブローシュ 役
- リーディングシェイクスピア「ロミオとジュリエット」（2019年12月18日・19日、サンシャイン劇場） - ジュリエット 役[108]
- 朗読劇「彼女が好きなものはホモであって僕ではない」（2021年9月4日、草月ホール） - 三浦紗枝 役
- 声のプロフェッショナルが奏でる日本文学「三つの愛と、厄災」（2021年10月16日・17日、紀伊國屋ホール） - 夜長姫、節子、マア坊、耳男、竹さん、ひばり、看護婦 役[109]
- LAWSON presents 朗読歌劇アルマギア 〜First Live 2023〜（2023年7月9日、立川ステージガーデン） - アカネ 役[110]
- 江戸川乱歩 名作朗読劇「怪人二十面相－暗黒星－」（2024年3月1日、博品館劇場） - 小林芳雄、羽柴綾子、羽柴鞠子、男の子、明智文代 役 [111]
- 江戸川乱歩 名作朗読劇「少年探偵団」（2024年9月4日、紀伊國屋サザンシアター TAKASHIMAYA） - 小林芳雄 役[112][113]

### 映像配信
- 夏川椎菜のGAMEISCOOL！（2019年 - 2021年、YouTube[114]）
- Re:ゼロから始める異世界 禁書と謎の精霊と謎の番組（2021年、YouTube[115]）
- ファミ通LIVE（2021年 - 2022年、YouTube、ニコニコ生放送、Twitter Live）[116]
- 夏川椎菜のずっとゲームしてるだけ（2022年 - 、YouTube[117]、ニコニコ生放送）[118]
- SHUEISHA GAMES ON!（2024年 - 、YouTube）[119]

### ナレーション
- すイエんサー（2017年 - 2023年、NHK Eテレ）[120]
- NHK for School「ほうかご ごごご」#1 ものすごい図鑑（2017年7月24日、NHK Eテレ）[121]
- 水曜NEXT！『ペラりんこ』（2020年12月23日、フジテレビ）[122]

### CM
- アイドルマスター ミリオンライブ! シアターデイズ「箱崎星梨花篇」「望月杏奈篇」（2018年、テレビCM）スタッフ 役（顔出し出演）[123]
- マギアレコード 魔法少女まどか☆マギカ外伝（2018年 - 2019年、テレビCM）顔出し出演[124]

### ラジオ
※はインターネット配信。
- TrySailのTRYangle harmony（2014年 - 、ニコニコチャンネル※・YouTube※）[注 4]
- 天体のメソッド放送局（2014年 - 2015年、音泉※・ランティスウェブラジオ※・HiBiKi Radio Station※）
- 明乃とましろのハイスクール・フリートラジオ 晴風艦内放送[注 5]（2016年、ニコニコ生放送※・HiBiKi Radio Station※）[125]
- ラジオどっとあい 夏川椎菜のナンスの角に小指ぶつけて痛い（2016年、AG-ON※・超!A&G+※）[126]
- MOMO・SORA・SHIINA Talking Box 夏川椎菜のラジオ聞いてほしーな。（2018年 - 、文化放送）
- CultureZ（2021年 - 2023年、文化放送・YouTube※） - 月曜パーソナリティ
- 夏川椎菜の #ヒヨコ群集合！（2023年 - 、Twitter Spaces※・YouTube※）[127]

### ラジオCD
- ラジオCD 天体のメソッド放送局 Vol.1 - 2（2015年）
- TRYangle harmony RADIO FANDISK 1 - 3（2014年 - 2015年）
- TrySailのTRYangle harmony RADIO FANDISK Vol.1 - 14（2015年 - 2023年） - 14作品
- ラジオCD『亜人ちゃんはラジオで語りたい〜でみらじ〜』Vol.1 - 2（2017年）
- MOMO・SORA・SHIINA Special Box Vol.1 - 6（2018年 - 2023年） - 6作品

### デジタルコミック
- クラスルーム☆クライシス 第0話コミックムービー（2015年、上永谷アキ[128]）
- 告白実行委員会〜アイドルシリーズ〜 「私、アイドル宣言」（2021年、mona[129]）
- アルマギア -Project-（2022年、アカネ[130]）
- 三途の川アウトレットパーク（2024年、燕[131]）
- 近づいて、スピカ（2025年、紺野苑実[132]）

### パチンコ・パチスロ
- ウィッチクラフトワークス（2016年、宇津木環那[133]）
- ハイスクール・フリート（2018年 - 2020年、岬明乃） - 3作品[一覧 4]
- Pフィーバー アイドルマスター ミリオンライブ!（2021年、望月杏奈[134]）
- パチスロ アイドルマスター ミリオンライブ!（2021年、望月杏奈[135]）
- スマスロ マギアレコード 魔法少女まどか☆マギカ外伝（2025年、由比鶴乃）
- e マギアレコード 魔法少女まどか☆マギカ外伝（2025年、由比鶴乃）

### その他コンテンツ
- フリーダムウォーズ プロパガンダアイドル（2014年、イメージキャラクター）パンナ 役[136]
- アサシンズプライド（2016年 - 2017年、オーディオドラマ）メリダ 役[137][138] - 2作品
- 朗読付き電子書籍レーベル YOMIBITO 『流行作家の死』（野村胡堂）（2022年[139]）
- Touch! SUNTORYキャンペーン IDOLY PRIDEコラボ お疲れ様電話 TRINITYAiLE ver.（2022年、奥山すみれ[140]）
- ローソン銀行 いらっしゃいま声優ATM（2023年[141]）

## ディスコグラフィ

### シングル
|            | 発売日         | タイトル                       | 規格品番    | 規格品番   | 規格品番 | オリコン 最高位 |
| 初回限定盤 | 発売日         | タイトル                       | 通常盤      | 期間限定盤 |          | オリコン 最高位 |
| ---------- | -------------- | ------------------------------ | ----------- | ---------- | -------- | --------------- |
| 1st        | 2017年4月5日   | グレープフルーツムーン         | SMCL-471/2  | SMCL-473   |          | 7位             |
| 2nd        | 2017年8月30日  | フワリ、コロリ、カラン、コロン | SMCL-501/2  | SMCL-503   | SMCL-504 | 14位            |
| 3rd        | 2018年7月18日  | パレイド                       | SMCL-549/50 | SMCL-551   |          | 10位            |
| 4th        | 2020年9月9日   | アンチテーゼ                   | SMCL-647/8  | SMCL-649   | 6位      |                 |
| 5th        | 2021年1月6日   | クラクトリトルプライド         | SMCL-686/7  | SMCL-688   | 6位      |                 |
| 6th        | 2022年11月9日  | ササクレ                       | SMCL-786/7  | SMCL-788   | 16位     |                 |
| 7th        | 2023年5月17日  | ユエニ                         | SMCL-816/7  | SMCL-818   | 15位     |                 |
| 8th        | 2024年4月17日  | シャドウボクサー               | SMCL-886/7  | SMCL-868   | 10位     |                 |
| 9th        | 2024年10月30日 | 「 later 」                    | SMCL-920    | SMCL-922   | 29位     |                 |

### EPシングル
|            | 発売日        | タイトル              | 規格品番               | 規格品番               | オリコン 最高位 | 備考       |
| 初回限定盤 | 発売日        | タイトル              | 通常盤                 |                        | オリコン 最高位 | 備考       |
| ---------- | ------------- | --------------------- | ---------------------- | ---------------------- | --------------- | ---------- |
| 1st        | 2019年9月25日 | Ep01                  | SMCL-620/1             | SMCL-622               | 13位            |            |
| 配信       | 2022年1月11日 | Ep02-1 チュートリアル | デジタル・ダウンロード | デジタル・ダウンロード | -               | ライブ音源 |
| 配信       | 2022年1月18日 | Ep02-2 ボスラッシュ   | デジタル・ダウンロード | デジタル・ダウンロード | -               | ライブ音源 |
| 配信       | 2022年1月25日 | Ep02-3 レアドロップ   | デジタル・ダウンロード | デジタル・ダウンロード | -               | ライブ音源 |
| 配信       | 2022年2月1日  | Ep02-4 オーバーキル   | デジタル・ダウンロード | デジタル・ダウンロード | -               | ライブ音源 |
| 2nd        | 2025年4月16日 | Ep04                  | SMCL-957/8             | SMCL-959               |                 |            |

### アルバム
|            | 発売日         | タイトル       | 規格品番   | 規格品番              | 規格品番 | オリコン 最高位 |
| 完全限定盤 | 発売日         | タイトル       | 初回限定盤 | 通常盤                |          | オリコン 最高位 |
| ---------- | -------------- | -------------- | ---------- | --------------------- | -------- | --------------- |
| 1st        | 2019年4月17日  | ログライン     |            | SMCL-594/5 SMCL-596/7 | SMCL-598 | 8位             |
| 2nd        | 2022年2月9日   | コンポジット   | SMCL-747-9 | SMCL-750/1            | SMCL-752 | 9位             |
| 3rd        | 2023年11月15日 | ケーブルサラダ | SMCL-835-7 | SMCL-838/9            | SMCL-840 | 20位            |

### タイアップ曲
| 楽曲                           | タイアップ                                             | 時期   |
| ------------------------------ | ------------------------------------------------------ | ------ |
| グレープフルーツムーン         | テレビ番組『アニ☆ステ』4月度エンディングテーマ         | 2017年 |
| フワリ、コロリ、カラン、コロン | テレビアニメ『プリプリちぃちゃん!!』エンディングテーマ | 2017年 |
| ワルモノウィル                 | テレビ朝日系『musicるTV』9月度オープニングテーマ       | 2019年 |

### 映像作品

#### ライブ映像作品
|            | 発売日         | タイトル | 規格品番  | 規格品番 | 規格品番 |
| 初回限定盤 | 発売日         | タイトル | 通常盤    |          |          |
| ---------- | -------------- | --- | --------- | -------- | -------- |
| 1st        | 2020年4月15日  | 夏川椎菜 1st Live Tour 2019 プロットポイント                                                                           | SMXL-15/6 | SMXL-17  |          |
| Pre-2nd    | 2022年2月9日   | 「夏川椎菜 Zepp Live Tour 2020-2021 Pre-2nd」＠Zepp DiverCity(TOKYO) （『コンポジット』完全生産限定版 Blu-ray に収録） | -         | SMCL-748 |          |
| 2nd        | 2022年11月30日 | 夏川椎菜 2nd Live Tour MAKEOVER                                                                                        | SMXL-27   | SMXL-29  |          |
| 3rd        | 2024年07月17日 | 夏川椎菜 3rd Live Tour 2023-2024 ケーブルモンスター                                                                    | SMXL-33/4 | SMXL-35  |          |
| 4th        | 2025年1月15日  | 夏川椎菜 Revenge Live“re-2nd”                                                                                          | SMXL-40/1 | SMXL-42  |          |

#### 417P名義映像作品
- 417Pちゃんねる うるとらすぺしゃる（2021年[144]）

#### 参加映像商品
- THE IDOLM@STER M@STERS OF IDOL WORLD!!2014（2014年）[145]
- THE IDOLM@STER MILLION LIVE! 1stLIVE HAPPY☆PERFORM@NCE!! Blu-ray（2014年）[146]
- THE IDOLM@STER MILLION LIVE! 2ndLIVE ENJOY H@RMONY!! Live Blu-ray（2015年）[147]
- THE IDOLM@STER M@STER OF IDOL WORLD!!2015 Live Blu-ray Day2（2016年）[148]
- THE IDOLM@STER MILLION LIVE! 3rdLIVE TOUR BELIEVE MY DRE@M!! LIVE Blu-ray（2016年）[149][150][151][152][153]
- THE IDOLM@STER MILLION LIVE! 4thLIVE TH@NK YOU for SMILE! LIVE Blu-ray（2018年）[154][155]
- Animelo Summer Live 2017 -THE CARD- 8.26（2018年、アイドルマスターミリオンスターズとして出演）[156]
- THE IDOLM@STER 765 MILLIONSTARS HOTCHPOTCH FESTIV@L!! LIVE Blu-ray[157]
- Animelo Summer Live 2018“OK!“ 08.26 Blu-ray（2019年、アイドルマスターミリオンライブ！ミリオンスターズ、夏川椎菜個人名義(シークレット)で出演）[158]
- THE IDOLM@STER MILLION LIVE! 5thLIVE BRAND NEW PERFORM@NCE!!! LIVE Blu-ray（2019年）[159]
- THE IDOLM@STER MILLION LIVE! 6thLIVE TOUR UNI-ON@IR!!!! LIVE Blu-ray Angel STATION @SENDAI（2020年）[160]
- THE IDOLM@STER MILLION LIVE! 6thLIVE TOUR UNI-ON@IR!!!! SPECIAL LIVE Blu-ray（2020年）[161]
- THE IDOLM@STER MILLION LIVE! 7thLIVE Q@MP FLYER!!! Reburn LIVE Blu-ray DAY2（2022年）[162][163][164]
- THE IDOLM＠STER MILLION LIVE! 8thLIVE Twelw@ve LIVE Blu-ray DAY2（2022年）[165][166]
- THE IDOLM@STER MILLION LIVE! 9thLIVE ChoruSp@rkle!! LIVE Blu-ray DAY1（2024年）[167][168]

### キャラクターソング
| 発売日   | 商品名                                                                                    | 歌 | 楽曲 | 備考                                                                                |
| 2013年   | 2013年                                                                                    | 2013年 | 2013年 | 2013年                                                                              |
| -------- | ----------------------------------------------------------------------------------------- | --- | --- | ----------------------------------------------------------------------------------- |
| 4月24日  | THE IDOLM@STER LIVE THE@TER PERFORMANCE 01 Thank You!                                     | 765 MILLIONSTARS | 「Thank You!」 | ゲーム『アイドルマスター ミリオンライブ！』テーマソング                             |
| 4月24日  | THE IDOLM@STER LIVE THE@TER PERFORMANCE 01 Thank You!                                     | 765THEATER ALLSTARS | 「Thank You!」 | ゲーム『アイドルマスター ミリオンライブ！』テーマソング                             |
| 6月26日  | THE IDOLM@STER LIVE THE@TER PERFORMANCE 03                                                | 望月杏奈（夏川椎菜） | 「Happy Darling」 | ゲーム『アイドルマスター ミリオンライブ！』関連曲                                   |
| 6月26日  | THE IDOLM@STER LIVE THE@TER PERFORMANCE 03                                                | 我那覇響（沼倉愛美）、春日未来（山崎はるか）、豊川風花（末柄里恵）、望月杏奈（夏川椎菜）、横山奈緒（渡部優衣） | 「PRETTY DREAMER」 | ゲーム『アイドルマスター ミリオンライブ！』関連曲                                   |
| 2014年   |                                                                                           | | |                                                                                     |
| 2月5日   | ウィッチ☆アクティビティ                                                                   | KMM団 | 「ウィッチ☆アクティビティ」 | テレビアニメ『ウィッチクラフトワークス』エンディングテーマ                          |
| 2月5日   | ウィッチ☆アクティビティ                                                                   | KMM団 | 「Saturday Night Witches」 | テレビアニメ『ウィッチクラフトワークス』挿入歌                                      |
| 7月23日  | ウィッチクラフトワークス キャラクターソングアルバム                                       | KMM団 | 「KMM団団員番号のうた。 - Numbers」 「MimiLove-Maximum - 獣耳な魔女」 「Saturday Night Witches Pocket Cut Mix」 「KMM団団員番号のうた。リプライズ - KMM's Counter Attack」 | テレビアニメ『ウィッチクラフトワークス』関連曲                                      |
| 7月30日  | THE IDOLM@STER LIVE THE@TER HARMONY 02                                                    | 乙女ストーム！ | 「Growing Storm!」 「Welcome!!」 | ゲーム『アイドルマスター ミリオンライブ！』関連曲                                   |
| 7月30日  | THE IDOLM@STER LIVE THE@TER HARMONY 02                                                    | 望月杏奈（夏川椎菜） | 「VIVID イマジネーション」 | ゲーム『アイドルマスター ミリオンライブ！』関連曲                                   |
| 9月19日  | 超貢献推進楽曲集                                                                          | 貢献Girls | 「Let's 貢献！〜恋の懲役は1,000,000年〜」 | ゲーム『フリーダムウォーズ』関連曲                                                  |
| 9月19日  | 超貢献推進楽曲集                                                                          | パンナ（夏川椎菜） | 「イバラララバイ」 | ゲーム『フリーダムウォーズ』関連曲                                                  |
| 11月     | THE IDOLM@STER LIVE THE@TER SELECTION CD                                                  | 望月杏奈（夏川椎菜） | 「Sentimental Venus」 | ゲーム『アイドルマスター ミリオンライブ！』関連曲                                   |
| 11月     | THE IDOLM@STER LIVE THE@TER SELECTION CD                                                  | 望月杏奈（夏川椎菜）、七尾百合子（伊藤美来）、北沢志保（雨宮天）、馬場このみ（高橋未奈美）、エミリー スチュアート（郁原ゆう）                                                                                                  | 「Thank You!」 | ゲーム『アイドルマスター ミリオンライブ！』関連曲                                   |
| 2015年   |                                                                                           | | |                                                                                     |
| 2月11日  | 天体のメソッド キャラクターミニアルバム 約束のメソッド                                    | 古宮乃々香（夏川椎菜) | 「流星のなみだ」 | テレビアニメ『天体のメソッド』関連曲                                                |
| 4月4日   | THE IDOLM@STER LIVE THE@TER SOLO COLLECTION Vol.01                                        | 望月杏奈（夏川椎菜） | 「PRETTY DREAMER」 | ゲーム『アイドルマスター ミリオンライブ！』関連曲                                   |
| 7月17日  | THE IDOLM@STER LIVE THE@TER SOLO COLLECTION Vol.02                                        | 望月杏奈（夏川椎菜） | 「Growing Storm!」 | ゲーム『アイドルマスター ミリオンライブ！』関連曲                                   |
| 8月12日  | アイドルマスター ミリオンライブ！ 第2巻 特別版 オリジナルCD                               | 望月杏奈（夏川椎菜）、箱崎星梨花（麻倉もも） | 「ビジョナリー」 | 漫画『アイドルマスター ミリオンライブ！』関連曲                                     |
| 9月30日  | THE IDOLM@STER LIVE THE@TER DREAMERS 01 Dreaming!                                         | MILLION ALLSTARS | 「Welcome!!」 | ゲーム『アイドルマスター ミリオンライブ！』関連曲                                   |
| 11月27日 | 超貢献推進楽曲集#2                                                                        | 貢献Girls | 「絶対闘争イデオロギー」 「貢献ユアセルフ」 | ゲーム『フリーダムウォーズ』関連楽曲                                                |
| 10月28日 | THE IDOLM@STER LIVE THE@TER DREAMERS 02                                                   | 天海春香（中村繪里子）、春日未来（山崎はるか）、北上麗花（平山笑美）、北沢志保（雨宮天）、ジュリア（愛美）、高槻やよい（仁後真耶子）、所恵美（藤井ゆきよ）、七尾百合子（伊藤美来）、望月杏奈（夏川椎菜）、矢吹可奈（木戸衣吹） | 「Dreaming!」 | ゲーム『アイドルマスター ミリオンライブ！』関連曲                                   |
| 10月28日 | THE IDOLM@STER LIVE THE@TER DREAMERS 02                                                   | 望月杏奈（夏川椎菜）、七尾百合子（伊藤美来） | 「成長Chu→LOVER!!」 | ゲーム『アイドルマスター ミリオンライブ！』関連曲                                   |
| 2016年   |                                                                                           | | |                                                                                     |
| 1月30日  | THE IDOLM@STER LIVE THE@TER SOLO COLLECTION Vol.03 Vocal Edition                          | 望月杏奈（夏川椎菜） | 「成長Chu→LOVER!!」 | ゲーム『アイドルマスター ミリオンライブ！』関連曲                                   |
| 2月24日  | 電波教師 7 完全生産限定版 Blu-ray Disc/DVD 特典CD                                         | 櫛名田萌美（夏川椎菜） | 「メタルビースト ロックンジャー！」 | テレビアニメ『電波教師』挿入歌                                                      |
| 4月6日   | わたしたち記念日                                                                          | 岬明乃（夏川椎菜）、知名もえか（雨宮天） | 「わたしたち記念日」 | テレビアニメ『ハイスクール・フリート』関連曲                                        |
| 12月7日  | THE IDOLM@STER LIVE THE@TER FORWARD 01 Sunshine Rhythm                                    | カプリコーン | 「NO CURRY NO LIFE」 | ゲーム『アイドルマスター ミリオンライブ！』関連曲                                   |
| 12月7日  | THE IDOLM@STER LIVE THE@TER FORWARD 01 Sunshine Rhythm                                    | Sunshine Rhythm | 「サンリズム・オーケストラ♪」 | ゲーム『アイドルマスター ミリオンライブ！』関連曲                                   |
| 2017年   |                                                                                           | | |                                                                                     |
| 2月1日   | Witch Craft Works THE BEST 〜日本語盤〜                                                   | KMM団 | 「KEMOMIMISM」 「ウィッチ☆アクティビティ〜[k]momimi NON STOP Ver.2.0HD〜」                                                                                                 | テレビアニメ『ウィッチクラフトワークス』関連曲                                      |
| 3月9日   | THE IDOLM@STER LIVE THE@TER SOLO COLLECTION 04 Sunshine Theater                           | 望月杏奈（夏川椎菜） | 「NO CURRY NO LIFE」 | ゲーム『アイドルマスター ミリオンライブ！』関連曲                                   |
| 3月22日  | 亜人ちゃんは語りたい 1 特典CD：キャラクターソング集                                       | 日下部雪（夏川椎菜） | 「ジュエルは胸にいつでも」 | テレビアニメ『亜人ちゃんは語りたい』関連曲                                          |
| 7月26日  | THE IDOLM@STER MILLION THE@TER GENERATION 01 Brand New Theater!                           | 765 MILLION ALLSTARS | 「Brand New Theater!」 | ゲーム『アイドルマスター ミリオンライブ！ シアターデイズ』テーマソング              |
| 7月26日  | THE IDOLM@STER MILLION THE@TER GENERATION 01 Brand New Theater!                           | 765 MILLION ALLSTARS | 「Dreaming!」 | ゲーム『アイドルマスター ミリオンライブ！ シアターデイズ』関連曲                    |
| 12月6日  | THE IDOLM@STER MILLION LIVE! M@STER SPARKLE 04                                            | 望月杏奈（夏川椎菜） | 「ENTER→PLEASURE」 | ゲーム『アイドルマスター ミリオンライブ！ シアターデイズ』関連曲                    |
| 12月27日 | THE IDOLM@STER MILLION THE@TER GENERATION 03 エンジェルスターズ                           | エンジェルスターズ | 「Angelic Parade♪」 | ゲーム『アイドルマスター ミリオンライブ！ シアターデイズ』関連曲                    |
| 12月27日 | THE IDOLM@STER MILLION THE@TER GENERATION 03 エンジェルスターズ                           | エンジェルスターズ | 「Brand New Theater!」 | ゲーム『アイドルマスター ミリオンライブ！ シアターデイズ』関連曲                    |
| 2018年   |                                                                                           | | |                                                                                     |
| 4月4日   | THE IDOLM@STER MILLION LIVE! M@STER SPARKLE 08                                            | 765 MILLION ALLSTARS | 「Brand New Theater!」 | ゲーム『アイドルマスター ミリオンライブ！ シアターデイズ』関連曲                    |
| 6月2日   | THE IDOLM@STER LIVE THE@TER SOLO COLLECTION 06 エンジェルスターズ                         | 望月杏奈（夏川椎菜） | 「Brand New Theater!」 | ゲーム『アイドルマスター ミリオンライブ！ シアターデイズ』関連曲                    |
| 8月29日  | THE IDOLM@STER MILLION THE@TER GENERATION 11 UNION!!                                      | 765 MILLION ALLSTARS | 「UNION!!」 「Welcome!!」 | ゲーム『アイドルマスター ミリオンライブ！ シアターデイズ』関連曲                    |
| 10月24日 | THE IDOLM@STER THE@TER BOOST 02                                                           | 桜守歌織（香里有佐）、最上静香（田所あずさ）、望月杏奈（夏川椎菜）、百瀬莉緒（山口立花子）、宮尾美也（桐谷蝶々） | 「オーディナリィ・クローバー」 「DIAMOND DAYS」 | ゲーム『アイドルマスター ミリオンライブ！ シアターデイズ』関連曲                    |
| 2019年   |                                                                                           | | |                                                                                     |
| 1月23日  | えんどろ〜る！                                                                            | 勇者パーティー | 「えんどろ〜る！」 | テレビアニメ『えんどろ〜！』オープニングテーマ                                      |
| 1月23日  | えんどろ〜る！                                                                            | 勇者パーティー | 「はっぴぃとぅご〜！」 | テレビアニメ『えんどろ〜！』イメージソング                                          |
| 3月27日  | -                                                                                         | 岬明乃（夏川椎菜）宗谷ましろ（Lynn）、榊原つむぎ（西明日香）、高橋千華（瀬戸麻沙美） | 「Victory Voyage!!」 | ゲーム『ハイスクール・フリート 艦隊バトルでピンチ!』テーマソング                    |
| 4月24日  | THE IDOLM@STER MILLION THE@TER GENERATION 16 ピコピコプラネッツ                           | ピコピコプラネッツ | 「ピコピコIIKO! インベーダー」 「Get lol! Get lol! SONG」 | ゲーム『アイドルマスター ミリオンライブ！ シアターデイズ』関連曲                    |
| 4月27日  | THE IDOLM@STER THE@TER SOLO COLLECTION 07 ANGEL STARS                                     | 望月杏奈（夏川椎菜） | 「ピコピコIIKO! インベーダー」 | ゲーム『アイドルマスター ミリオンライブ！ シアターデイズ』関連曲                    |
| 7月24日  | THE IDOLM@STER MILLION THE@TER WAVE 01 Flyers!!!                                          | 765 MILLION ALLSTARS | 「Flyers!!!」 | ゲーム『アイドルマスター ミリオンライブ！ シアターデイズ』関連曲                    |
| 8月28日  | THE IDOLM@STER MILLION THE@TER WAVE 02                                                    | Chrono-Lexica | 「dans l‘obscurité」 「囚われのTea Time」 | ゲーム『アイドルマスター ミリオンライブ！ シアターデイズ』関連曲                    |
| 10月23日 | 余白のほんね                                                                              | 環いろは（麻倉もも）、七海やちよ（雨宮天）、由比鶴乃（夏川椎菜）、深月フェリシア（佐倉綾音）、二葉さな（小倉唯） | 「ホームメイド」 | ゲーム『マギアレコード 魔法少女まどか☆マギカ外伝』関連曲                            |
| 2020年   |                                                                                           | | |                                                                                     |
| 1月15日  | 好きすぎてやばい。〜告白実行委員会キャラクターソング集〜                                  | mona（夏川椎菜） | 「私、アイドル宣言」 「No.1」 「ファンサ」 | 『告白実行委員会〜恋愛シリーズ〜』関連曲                                            |
| 1月18日  | 劇場版 ハイスクール・フリート 一週目来場者特典 キャラクターソングシリアルコード           | 岬明乃（夏川椎菜） | 「五感！直感！ヨーソロー!!」 | 劇場アニメ『劇場版 ハイスクール・フリート』関連曲                                   |
| 5月10日  | TRINITYAiLE「Aile to Yell」限定特別仕様CD                                                 | TRINITYAiLE | 「Aile to Yell」 | 『IDOLY PRIDE』関連曲                                                               |
| 7月2日   | THE IDOLM@STER MILLION LIVE! THEATER DAYS Brand New Song 第3巻特装版特典CD                | 七尾百合子（伊藤美来）、望月杏奈（夏川椎菜） | 「Large Size Party」 | 漫画『THE IDOLM@STER MILLION LIVE! THEATER DAYS Brand New Song』関連曲              |
| 8月26日  | THE IDOLM@STER MILLION THE@TER WAVE 10 Glow Map                                           | 765 MILLION ALLSTARS | 「Glow Map」 | ゲーム『アイドルマスター ミリオンライブ！ シアターデイズ』関連曲                    |
| 10月21日 | シス×ラブ feat.成海聖奈×成海萌奈/水曜日の約束-another story- feat.成海聖奈                | HoneyWorks feat.成海聖奈（雨宮天）、成海萌奈（夏川椎菜） | 「シス×ラブ」 | ゲーム『HoneyWorks Premium Live』オープニングテーマ                                 |
| 2021年   |                                                                                           | | |                                                                                     |
| 2月24日  | réaliser                                                                                  | TRINITYAiLE | 「réaliser」 | 『IDOLY PRIDE』関連曲                                                               |
| 5月22日  | THE IDOLM@STER LIVE THE@TER SOLO COLLECTION 08 Angel Stars                                | 望月杏奈（夏川椎菜） | 「オーディナリィ・クローバー」 | ゲーム『アイドルマスター ミリオンライブ！ シアターデイズ』関連曲                    |
| 7月28日  | THE IDOLM@STER MILLION THE@TER SEASON Harmony 4 You                                       | 765 MILLION ALLSTARS | 「Harmony 4 You」 | ゲーム『アイドルマスター ミリオンライブ！ シアターデイズ』関連曲                    |
| 7月28日  | THE IDOLM@STER MILLION THE@TER SEASON Harmony 4 You                                       | エンジェルスターズ | 「EVERYDAY STARS!!」 | ゲーム『アイドルマスター ミリオンライブ！ シアターデイズ』関連曲                    |
| 8月4日   | VOY@GER                                                                                   | THE IDOLM@STER FIVE STARS!!! | 「VOY@GER」 | 「アイドルマスターシリーズ」イメージソング                                          |
| 8月4日   | VOY@GER ミリオンライブ！盤                                                                | MILLIONSTARS | 「VOY@GER」 | 「アイドルマスターシリーズ」イメージソング                                          |
| 8月4日   | VOY@GER ミリオンライブ！盤                                                                | 望月杏奈（夏川椎菜） | 「VOY@GER」 | 「アイドルマスターシリーズ」イメージソング                                          |
| 8月25日  | #名前だけでも覚えてって下さい                                                             | mona（夏川椎菜） | 「17歳」 「誇り高きアイドル」 「motto☆いちごオレ」 「なかまはずれ」 「ワタシノミカタ」 「人生は最高の暇つぶし」 「ホントノワタシ」                                         | 『告白実行委員会〜恋愛シリーズ〜』関連曲                                            |
| 12月22日 | IDOLY PRIDE Collection Album [約束]                                                       | TRINITYAiLE | 「les plumes」 「lumière」 | 『IDOLY PRIDE』関連曲                                                               |
| 2022年   |                                                                                           | | |                                                                                     |
| 2月12日  | THE IDOLM@STER LIVE THE@TER SOLO COLLECTION 09 Angel Stars                                | 望月杏奈（夏川椎菜） | 「Get lol! Get lol! SONG」 | ゲーム『アイドルマスター ミリオンライブ！ シアターデイズ』関連曲                    |
| 3月16日  | THE IDOLM@STER MILLION THE@TER VARIETY 01                                                 | 所恵美（藤井ゆきよ）、春日未来（山崎はるか）、高山紗代子（駒形友梨）、望月杏奈（夏川椎菜）、野々原茜（小笠原早紀） | 「ショコラブル＊イブ」 | ゲーム『アイドルマスター ミリオンライブ！ シアターデイズ』関連曲                    |
| 6月27日  | アイドルマスター ミリオンライブ！ Blooming Clover 第11巻限定版 オリジナルCD               | 周防桃子（渡部恵子）、福田のり子（浜崎奈々）、望月杏奈（夏川椎菜） | 「my song」 | 漫画『アイドルマスター ミリオンライブ！ Blooming Clover』関連曲                     |
| 6月29日  | THE IDOLM@STER MILLION THE@TER SEASON LOVERS HEART                                        | LOVERS HEART | 「空色♡ Birthday Card」 「Harmony 4 You」 | ゲーム『アイドルマスター ミリオンライブ！ シアターデイズ』関連曲                    |
| 6月29日  | THE IDOLM@STER MILLION THE@TER SEASON LOVERS HEART                                        | 望月杏奈（夏川椎菜）、矢吹可奈（木戸衣吹）、天海春香（中村繪里子）、ジュリア（愛美） | 「CHEER UP! HEARTS UP!」 | ゲーム『アイドルマスター ミリオンライブ！ シアターデイズ』関連曲                    |
| 7月27日  | THE IDOLM@STER MILLION THE@TER SEASON 夢にかけるRainbow                                   | 765 MILLION ALLSTARS | 「夢にかけるRainbow」 | ゲーム『アイドルマスター ミリオンライブ！ シアターデイズ』関連曲                    |
| 7月27日  | THE IDOLM@STER MILLION THE@TER SEASON 夢にかけるRainbow                                   | エンジェルスターズ | 「夢にかけるRainbow」 | ゲーム『アイドルマスター ミリオンライブ！ シアターデイズ』関連曲                    |
| 10月20日 | アルマギア コミックス第1巻特別セレクションCD付き特装版                                    | アカネ（夏川椎菜） | 「喪失のPrinciple」 | 『アルマギア -Project-』関連曲                                                      |
| 10月28日 | ヒロインたるもの！〜嫌われヒロインと内緒のお仕事〜 BD / DVD 第4巻完全生産限定版特典特典CD | HoneyWorks feat. 成海聖奈（雨宮天）、成海萌奈（夏川椎菜） | 「夢ファンファーレ」 | テレビアニメ『ヒロインたるもの!〜嫌われヒロインと内緒のお仕事〜』エンディングテーマ |
| 11月25日 | フレッジ                                                                                  | 環いろは（麻倉もも）、七海やちよ（雨宮天）、由比鶴乃（夏川椎菜）、深月フェリシア（佐倉綾音）、二葉さな（小倉唯）、環うい（石見舞菜香）                                                                                         | 「フレッジ」 | ゲーム『マギアレコード 魔法少女まどか☆マギカ外伝』第2部エンディングテーマ           |
| 11月30日 | THE IDOLM@STER MILLION LIVE! M@STER SPARKLE2 10                                           | 望月杏奈（夏川椎菜） | 「スポットライト・ミラーランド」 | ゲーム『アイドルマスター ミリオンライブ！ シアターデイズ』関連曲                    |
| 12月14日 | THE IDOLM@STER MILLION THE@TER VARIETY 02                                                 | 765 MILLION ALLSTARS | 「Brand New Theater! 〜Brand New Year Ver.〜」 | ゲーム『アイドルマスター ミリオンライブ！ シアターデイズ』関連曲                    |
| 12月24日 | Magical Melody                                                                            | TRINITYAiLE、初音ミク | 「Magical Melody」 | 『IDOLY PRIDE』関連曲                                                               |
| 2023年   |                                                                                           | | |                                                                                     |
| 1月14日  | THE IDOLM@STER LIVE THE@TER SOLO COLLECTION 11 Angel Stars                                | 望月杏奈（夏川椎菜） | 「CHEER UP! HEARTS UP!」 | ゲーム『アイドルマスター ミリオンライブ！ シアターデイズ』関連曲                    |
| 2月1日   | IDOLY PRIDE Collection Album [未来]                                                       | TRINITYAiLE | 「Magical Melody(TRINITYAiLE ver.)」 | 『IDOLY PRIDE』関連曲                                                               |
| 2月1日   | IDOLY PRIDE Collection Album [未来]                                                       | ぱじゃパ！ | 「パジャマパーティー」 | 『IDOLY PRIDE』関連曲                                                               |
| 3月23日  | THE IDOLM@STER 765 MILLION ALLSTARS BEST                                                  | 765 MILLION ALLSTARS | 「Thank You!（765 MILLION ALLSTARS ver.）」 「夢にかけるRainbow（Brand New Ver.）」 「Crossing!」                                                                          | ゲーム『アイドルマスター ミリオンライブ！ シアターデイズ』関連曲                    |
| 3月23日  | THE IDOLM@STER LIVE THE@TER BEST                                                          | Sunshine Rhythm | 「サンリズム・オーケストラ♪（Brand New Ver.）」 | ゲーム『アイドルマスター ミリオンライブ！ シアターデイズ』関連曲                    |
| 4月22日  | THE IDOLM@STER LIVE THE@TER SOLO COLLECTION 12 Angel Stars                                | 望月杏奈（夏川椎菜） | 「囚われのTea Time」 | ゲーム『アイドルマスター ミリオンライブ！ シアターデイズ』関連曲                    |
| 7月26日  | THE IDOLM@STER MILLION LIVE! グッドサイン                                                 | 765 MILLION ALLSTARS | 「グッドサイン」 | ゲーム『アイドルマスター ミリオンライブ！ シアターデイズ』関連曲                    |
| 7月26日  | THE IDOLM@STER MILLION LIVE! グッドサイン                                                 | エンジェルスターズ | 「グッドサイン」 | ゲーム『アイドルマスター ミリオンライブ！ シアターデイズ』関連曲                    |
| 8月23日  | THE IDOLM@STER MILLION ANIMATION THE@TER『Rat A Tat!!!』                                  | MILLIONSTARS | 「Rat A Tat!!!」 | テレビアニメ『アイドルマスター ミリオンライブ！』オープニングテーマ                 |
| 8月23日  | THE IDOLM@STER MILLION ANIMATION THE@TER『Rat A Tat!!!』                                  | MILLIONSTARS | 「セブンカウント」 | テレビアニメ『アイドルマスター ミリオンライブ！』イメージソング                     |
| 9月20日  | THE IDOLM@STER MILLION ANIMATION THE@TER MILLIONSTARS Team1st『Star Impression』          | MILLIONSTARS Team1st | 「Star Impression」 | テレビアニメ『アイドルマスター ミリオンライブ！』挿入歌                             |
| 11月22日 | ハッピークリスマスパーティ                                                                | mona（夏川椎菜） | 「ハッピークリスマスパーティ」 | 『告白実行委員会〜恋愛シリーズ〜』関連曲                                            |
| 2024年   |                                                                                           | | |                                                                                     |
| 2月21日  | THE IDOLM@STER MILLION ANIMATION THE@TER START THE DREAM                                  | 豊川風花（末柄里恵）、望月杏奈（夏川椎菜）、横山奈緒（渡部優衣） | 「Sentimental Venus」 | テレビアニメ『アイドルマスター ミリオンライブ！』挿入歌                             |
| 2月21日  | THE IDOLM@STER MILLION ANIMATION THE@TER START THE DREAM                                  | MILLIONSTARS | 「REFRAIN REL@TION」 「Brand New Theater!」 | テレビアニメ『アイドルマスター ミリオンライブ！』挿入歌                             |
| 2月21日  | THE IDOLM@STER MILLION ANIMATION THE@TER START THE DREAM                                  | 春日未来（山崎はるか）、最上静香（田所あずさ）、伊吹翼（Machico）、徳川まつり（諏訪彩花）、七尾百合子（伊藤美来）、箱崎星梨花（麻倉もも）、望月杏奈（夏川椎菜）                                                                | 「We Have A Dream（Anime ver.）」 | テレビアニメ『アイドルマスター ミリオンライブ！』挿入歌                             |
| 2月21日  | THE IDOLM@STER MILLION ANIMATION THE@TER START THE DREAM                                  | MILLIONSTARS | 「Thank You!（Acoustic ver.）」 | テレビアニメ『アイドルマスター ミリオンライブ！』挿入歌                             |
| 2月23日  | アイドルマスター ミリオンライブ！ BD 特装版第2巻 特典CD                                   | MILLIONSTARS Team1st | 「Rat A Tat!!!」 | テレビアニメ『アイドルマスター ミリオンライブ！』関連曲                             |
| 2月24日  | THE IDOLM@STER LIVE THE@TER SOLO COLLECTION 「REFRAIN REL@TION」 Angel Stars              | 望月杏奈（夏川椎菜） | 「REFRAIN REL@TION」 | テレビアニメ『アイドルマスター ミリオンライブ！』関連曲                             |
| 3月20日  | IDOLY PRIDE Collection Album [chronicle]                                                  | TRINITYAiLE | 「ひめごとリップ」 「チョコラブキッス」 「Victoire」 | 『IDOLY PRIDE』関連曲                                                               |
| 3月20日  | IDOLY PRIDE Collection Album [chronicle]                                                  | 赤崎こころ（豊崎愛生）、奥山すみれ（夏川椎菜）、kana（田中あいみ）、小美山愛（寿美菜子）、鈴村優（麻倉もも） | 「恋心 ああ無情」 | 『IDOLY PRIDE』関連曲                                                               |
| 3月20日  | THE IDOLM@STER MILLION THE@TER VARIETY 05                                                 | 望月杏奈（夏川椎菜）、高槻やよい（仁後真耶子）、星井美希（長谷川明子）、木下ひなた（田村奈央）、ジュリア（愛美） | 「はぴ！やば！まいまいんど！」 | ゲーム『アイドルマスター ミリオンライブ！ シアターデイズ』関連曲                    |
| 7⽉31⽇  | THE IDOLM@STER MILLION LIVE! 7Days A Week!!                                               | 765 MILLION ALLSTARS | 「7Days A Week!!」 「DIAMOND DAYS」 | ゲーム『アイドルマスター ミリオンライブ！ シアターデイズ』関連曲                    |
| 7⽉31⽇  | THE IDOLM@STER LIVE THE@TER SOLO COLLECTION 「DIAMOND DAYS」 ANGEL STARS                  | 望月杏奈（夏川椎菜） | 「DIAMOND DAYS」 | ゲーム『アイドルマスター ミリオンライブ！ シアターデイズ』関連曲                    |
| 11月27日 | THE IDOLM@STER MILLION MOVEMENT OF STARDOM ROAD 05 未完成のポラリス                       | 宮尾美也（桐谷蝶々）、望月杏奈（夏川椎菜）、舞浜 歩（戸田めぐみ）、横山奈緒（渡部優衣） | 「未完成のポラリス」 | ゲーム『アイドルマスター ミリオンライブ！ シアターデイズ』関連曲                    |
| 2025年   |                                                                                           | | |                                                                                     |
| 2月26日  | THE IDOLM@STER MILLION THE@TER VARIETY 06                                                 | ピコピコプラネッツ | 「ピコピコIIKO! インベーダー （MOTTO! 幼年期-mix）」 | ゲーム『アイドルマスター ミリオンライブ！ シアターデイズ』関連曲                    |
| 3月19日  | IDOLY PRIDE Collection Album [Resonance]                                                  | TRINITYAiLE | 「Fantastique!」 「Brand new day」 | 『IDOLY PRIDE』関連曲                                                               |
| 5月21日  | Colorful×Parallel                                                                         | Sweet Rouge | 「Colorful×Parallel」 | 『IDOLY PRIDE』関連曲                                                               |
| 7月9日   | ありがとう to You                                                                         | 星見オールスターズ | 「ありがとう to You」 | 『IDOLY PRIDE』関連曲                                                               |

### その他参加楽曲
| 発売日        | 商品名                      | 歌                 | 楽曲                           | 備考 |
| ------------- | --------------------------- | ------------------ | ------------------------------ | ---- |
| 2022年3月16日 | シャッフル -Bright 3 Waves- | 夏川椎菜           | 「Fanfare!!」 「Silent Sword」 |      |
| 2022年3月16日 | シャッフル -Bright 3 Waves- | 雨宮天、夏川椎菜   | 「ユメシンデレラ」             |      |
| 2022年3月16日 | シャッフル -Bright 3 Waves- | 麻倉もも、夏川椎菜 | 「VIPER」                      |      |

## ライブ・イベント

### 合同ライブ・イベント
| 出演日         | タイトル                                                  | 会場                                | 出典            |
| -------------- | --------------------------------------------------------- | ----------------------------------- | --------------- |
| 2017年10月22日 | LAWSON premium event ミュージックレインフェスティバル2017 | 幕張メッセ イベントホール（千葉県） | [ 170 ]         |
| 2018年8月26日  | Animelo Summer Live 2018 "OK!"                            | さいたまスーパーアリーナ（埼玉県）  | [ 171 ]         |
| 2021年1月3日   | Sony Music AnimeSongs ONLINE 日本武道館                   | 日本武道館（東京都）                | [ 172 ]         |
| 2022年7月23日  | LAWSON presents CONNECT LITTLE PARADE 2022                | Zepp Haneda（東京都）               | [ 173 ] [ 174 ] |

## 書籍

### 連載
- 声優グランプリ（イマジカインフォス）
  - 「夏川椎菜のこれって挑戦ナンスか!?」（2015年1月号 - 2016年10月号、コラム連載）[175]
  - 「夏川椎菜、なんとなく、くだらなく。」（2016年11月号 - 2020年12月号、コラム連載）
  - 「夏川椎菜、ナントナク、クダラナク。」（2021年2月号 - 2024年9月号[176] - 、コラム連載）
- ファミ通 web連載企画 「夏川椎菜のGAMEISCOOL！」（2018年8月8日 - 、[177]）

### フォトブック
|     | 発売日         | タイトル                           | ISBN              |
| --- | -------------- | ---------------------------------- | ----------------- |
| 1st | 2016年10月26日 | ナンスの挑戦本!!ってなんナンスか!? | 978-4-07-416516-2 |
| 2nd | 2020年12月18日 | 夏川椎菜、なんとなく、くだらなく   | 978-4-07-442413-9 |
| 3rd | 2024年10月9日  | ナンセンス                         | 978-4-07-460115-8 |

### 写真集
- ぬけがら（2019年2月20日、主婦の友社、撮影：佐藤裕之）ISBN 978-4-07-434187-0

### 小説
- たった3日で恋ですか（2018年12月7日、「最低な出会い、最高の恋」収録、ソニー・ミュージックエンタテインメント）[178]
- ぬけがら（2019年10月6日、ソニー・ミュージックエンタテインメント）[179]
  - ぬけがら（2020年8月28日、すばこ舎/ソニー・ミュージックエンタテインメント）ISBN 978-4-7897-3694-7 [180][注 9]
- ラフセカンド（2023年11月15日、3rdアルバム「ケーブルサラダ」収録[181]）